# Andreja Schneider
Andreja Schneider (* 27. Mai 1964 in Zagreb) ist eine deutsche Sängerin und Schauspielerin.

## Leben
Im Alter von zwei Jahren verließ sie mit ihren Eltern Zagreb und kam nach Köln. Von dort ging es weiter nach Münster und von dort nach Berlin. Nach dem Abitur studierte sie Germanistik und Slawistik. Das Studium schloss sie allerdings nicht ab. Ihren Unterhalt bestritt sie mit Kellnern. Einer ihrer Lokalgäste war Christoph Marti alias Ursli Pfister. Sie freundeten sich an und Marti verpasste ihr den auf ihren Job gemünzten Spitznamen „Fräulein Schneider“, den sie beibehielt, nachdem er ihr angeboten hatte, bei den Geschwistern Pfister einzusteigen.
Als festes Ensemble-Mitglied dieses Comedy-Trios erlangte sie hohe Bekanntheit. Von Ende 2004 bis Anfang 2005 war sie mit ihrem Soloprogramm Pension Schneider auf der Bühne, die diese imaginäre Pension abbildete, in der sich allabendlich ein neuer prominenter Gast um Aufnahme bemühte. Zudem arbeitete sie mit Katharina Thalbach wiederholt zusammen an der Komödie am Kurfürstendamm, z. B. in Der Raub der Sabinerinnen (erstmals 2011, Wiederaufnahme 2015) oder in der Bar jeder Vernunft mit der Musikrevue Zwei auf einer Bank (2008–2014). Ebenso hat sie regelmäßige Engagements am Berliner Hebbel-Theater. Sie ist auch oft in Kinofilmen zu sehen.

## Bühne
- 1993: Ursli Pfister – A Pure Joy
- 1994: Im weißen Rößl am Wolfgangsee (Regie: Ursli Pfister, mit Otto Sander, Meret Becker, Max Raabe, Geschwister Pfister und Gerd Wameling)
- 1995: Die Geschwister Pfister – March for Glory
- 1996: Die Geschwister Pfister – The Great Space Swindle
- 1998: Die Geschwister Pfister – Party Heut’ Nacht
- 1999: Die Geschwister Pfister – The Voice of Snow White
- 2000: Die Geschwister Pfister – On the Run. Eine Reise ins Glück
- 2001: Therapie Zwecklos (Regie: Christoph Marti, mit Meret Becker / Marietta Rohrer, Tobias Bonn, Stefan Kurt, Christoph Marti, Ades Zabel, Benjamin Kiss)
- 2002: Die Geschwister Pfister – Have a Ball!
- 2004: Pension Schneider
- 2004: Eins Zwei Drei (im Berliner HAU 1, dem Hebbel-Theater, Regie: Johannes Grebert, Matthias Matschke)
- 2006: Die Geschwister Pfister – Home, Sweet Home!
- 2008: Katharina Thalbach und Andreja Schneider – Zwei auf einer Bank (Regie: Wenka von Mikulicz, Musikalische Leitung: Christoph Israel)
- 2009: Die Geschwister Pfister – Die Geschwister Pfister in the Clinic
- 2010: Roulette – Die große Casino Jazz Ballade (Staatstheater Saarbrücken, Regie: Gertrud und Thomas Pigor)
- 2011: Die Czárdásfürstin (Oper Köln, Musikalische Fassung von Gerrit Prießnitz und Béla Fischer; Rolle: Anhilte)
- 2014: Die Dreigroschenoper (Hessisches Staatstheater Wiesbaden, Regie: Thorleifur Örn Arnarsson, Rolle: Mrs Peachum)
- 2015: Der Graf von Luxemburg (Hessisches Staatstheater Wiesbaden, Regie:  Robert Lehmeier, Rolle: Gräfin Stasa Kokozow)
- 2016: Frau Luna (Tipi am Kanzleramt, Regie: Bernd Mottl, Rolle: Frau Luna)
- 2016: Heute Nacht oder nie – Die Spoliansky-Revue (Komische Oper Berlin, Regie: Stefan Huber)
- 2019: Ball im Savoy (Staatstheater Nürnberg, Regie: Stefan Huber)
- 2019: Roxy und ihr Wunderteam (Komische Oper Berlin, Regie: Stefan Huber, Rolle: Aranka von Tôtössy)
- 2021: Mord im Orientexpress (Theater am Kurfürstendamm, Spielort Schillertheater, Regie: Katharina Thalbach)
- 2022: Barrie Kosky’s All-Singing, All-Dancing Yiddish Revue (Komische Oper Berlin, Regie: Barrie Kosky)
- 2022: Relaxez Vous! Die Geschwister Pfister im Sitzen.
- 2023: Chicago, Musical (Komische Oper Berlin, Regie: Barrie Kosky)
- 2024: Messeschlager Gisela, Operette (Komische Oper Berlin, Musikalische Leitung: Adam Benzwi)

## Filmografie
- 1992: Alles Lüge
- 1993: Prinz in Hölleland
- 1994: Freundinnen (TV)
- 1995: Die Mediocren
- 1996: Wolffs Revier (Folge: Angeklagt: Dr. Fried)
- 1996: Sexy Sadie
- 1997: Das Leben ist eine Baustelle
- 1999: Ferkel (Kurzfilm)
- 1999: Lukas (Fernsehserie, 2 Folgen)
- 2000: Harte Jungs
- 2001: Sass
- 2002: Wie die Karnickel
- 2002: Tatort: Flashback
- 2003: Mutti – Der Film
- 2003: Tigeraugen sehen besser (TV)
- 2003: Cover
- 2006: 18:15 ab Ostkreuz
- 2006: Blond: Eva Blond! – Der sechste Sinn (Fernsehserie, 1 Folge)
- 2007: Der Letzte macht das Licht aus!
- 2007: Hände weg von Mississippi
- 2008: Märzmelodie
- 2009: Deutschland 09 - 13 kurze Filme zur Lage der Nation
- 2009: Beutolomäus und die vergessene Weihnacht (Fernsehserie)
- 2010: Mord mit Aussicht (Folge: Walzing Mathilde)
- 2013: Der letzte Bulle (Folge: Feuer und Flamme)
- 2013: Die LottoKönige (Folge: Ziemlich beste Freundinnen?)
- 2014: Coming In
- 2014: Binny und der Geist (Folge: Madame Buh)
- 2014: Tatort: Wahre Liebe
- 2015: Der Liebling des Himmels
- 2016: Der geilste Tag
- 2016: Stadtlandliebe
- 2016: Die Welt der Wunderlichs
- 2018–2019: Beck is back! (Fernsehserie, 20 Folgen)
- 2019: Ich war noch niemals in New York
- 2020: Cortex
- 2021: Tatort: Die Kalten und die Toten
- 2023: Neue Geschichten vom Pumuckl (Fernsehserie, 2 Folgen)

## Hörbücher
- 2008: Ottoline und die gelbe Katze von Chris Riddell, Patmos audio, ISBN 978-3-491-24155-8.
- 2009: Ottoline und das Schulgespenst von Chris Riddell, Patmos audio, ISBN 978-3-491-24174-9.